# 商文昭
商文昭（？—？），字以仁，號任宇，福建漳州府漳浦縣人，匠籍，明朝政治人物。

## 生平
萬曆十六年（1588年）戊子科福建鄉試第四十八名舉人，二十三年（1595年）中式乙未科會試第一百三十六名，三甲第七十九名進士。兵部觀政，授高要縣知縣，三十年（1602年）升南京刑部主事，升郎中，出為寧波府同知，升南安府知府。

## 家族
曾祖商景迪；祖父商德深；父商助，贈文林郎。母余氏。妻陳氏（封孺人）。子商注、商浹、商津。